# Christine Elisabeth von Barby und Mühlingen
Christine Elisabeth von Braunschweig und Lüneburg, geborene Gräfin von Barby und Mühlingen, (* 25. Oktober 1634 in Rosenburg; † 2. Mai 1681 in Sondershausen) war Herzogin zu Braunschweig und Lüneburg und Fürstin von Braunschweig-Wolfenbüttel.

## Leben
Christine Elisabeth wurde als Tochter des Grafen Albrecht Friedrich von Barby und Mühlingen und dessen Gemahlin Gräfin Sophia Ursula zu Oldenburg und Delmenhorst geboren.
Da sie schon früh ihre Eltern verloren hatte, wuchs sie zunächst bei ihrer Tante Katharina Elisabeth der Äbtissin des Stifts Gandersheim auf, die sie als Stiftsfräulein dort einführte. Ihre Schwestern waren Aemilie Juliane, Gemahlin des Grafen Albert Anton von Schwarzburg-Rudolstadt und Antonia Sybilla, Gemahlin des Grafen Christian Wilhelm von Schwarzburg-Sondershausen.
Im Alter von 16 Jahren wurde sie 1650 mit Herzog Rudolf August vermählt. Die Predigt anlässlich der Trauung hielt der lutherische Theologe und herzoglich-braunschweigische Hofprediger Joachim Lütkemann.
Christine Elisabeth brachte vier Kinder zur Welt, drei Töchter und einen Sohn. Lediglich zwei Töchter überstanden die ersten Lebensjahre:
- Dorothea Sophie, spätere Gemahlin des Herzogs Johann Adolf von Schleswig-Holstein-Sonderburg-Plön
- Christina Sophie, postulierte Äbtissin des Stifts Gandersheim und ab 1681 Gemahlin des Herzogs August Wilhelm.

Christine Elisabeth starb in Sondershausen, wohin sie sich begeben hatte, um ihrer Schwester bei der Geburt eines Kindes beizustehen.